# Холодняк Валентин Михайлович
Валенти́н Миха́йлович Холодня́к — солдат Збройних Сил України, учасник російсько-української війни, що загинув у ході російського вторгнення в Україну в 2022 році.

## Життєпис
Валентин Холодняк народився 4 травня 1979 року в Лубнах на Полтавщині. Після закінчення загальноосвітньої школи навчався у Войнихівському професійно-технічному училищі, потім — працював у ПП «Лубнимаш». У перший день повномасштабної російської агресії був мобілізований Лубенського районного територіального центру комплектації та соціальної підтримки та перебував на передовій. Загинув 22 квітня 2022 року від кулі ворожого снайпера у Волновасі на Донеччині. Чин прощання з Валентином Холодняком відбувся 27 квітня 2022 року на Володимирському майдані в Лубнах. Поховали загиблого цього ж дня на цвинтарі у селі Новаки Лубенського району. Батьки Валентина Холодняка одержали орден «За мужність» ІІІ ступеня загиблого сина 9 листопада 2022 року з рук начальника Лубенського районного Територіального центру комплектації та соціальної підтримки підполковника Михайла Осадчука та міського голови міста Лубен Олександра Грицаєнка.

## Родина
У загиблого залишилися батьки, дружина та донька.

## Нагороди
- Орден «За мужність» III ступеня (2022, посмертно) — за особисту мужність і самовіддані дії, виявлені у захисті державного суверенітету та територіальної цілісності України, вірність військовій присязі[6].